# Sipai
Sipai (kinesiska: 四排, 四排赫哲族乡) är en socken i Kina. Den ligger i provinsen Heilongjiang, i den nordöstra delen av landet, omkring 580 kilometer öster om provinshuvudstaden Harbin.
Genomsnittlig årsnederbörd är 1 060 millimeter. Den regnigaste månaden är juli, med i genomsnitt 216 mm nederbörd, och den torraste är januari, med 17 mm nederbörd.